# ساندر بيرك
ساندر بيرك (بالهولندية: Sander Berk)‏ هو تريثلت هولندي، ولد في 10 يوليو 1979 في Nieuwveen ‏ في هولندا.

## وصلات خارجية
- ساندر بيرك على موقع أوليمبيديا (الإنجليزية)